# Joel Bodén
Joel Bodén, född 5 januari 1983 i Lövånger, Västerbotten är en svensk friidrottare, medeldistanslöpare med 1 500 meter som huvudgren. Han tävlade i början för klubben Hälle IF men bytte inför säsongen 2011 till IFK Umeå. Bodén blev svensk mästare på 1 500 meter vid utomhus-SM i Sollentuna 2006.
Bodén deltog på 1 500 meter vid Göteborgs-EM 2006 men slogs ut i försöken. Han vann sex JSM-guld under 2000-2002.

## Personliga rekord
| Utomhus - 800 meter – 1:50,28 (Göteborg 5 juli 2002) - 1 500 meter – 3:40,04 (Stockholm 25 juli 2006) - 5 000 meter – 14:43,30 (Umeå 20 augusti 2011) | Inomhus - 1 500 meter – 3:54,22 (Eskilstuna 11 februari 2001) |